# Junkers Ju 287
El Junkers Ju 287 fue un avión experimental alemán construido para desarrollar la tecnología necesaria para un avión bombardero multi-motor de reacción. Estaba impulsado por cuatro turborreactores de flujo axial Junkers Jumo 004 B-1, presentaba una revolucionaria ala de flecha negativa, y fue construido en gran parte con componentes de otras aeronaves. El prototipo de vuelo y un segundo prototipo inacabado fueron capturados por el Ejército Rojo en las etapas finales de la Segunda Guerra Mundial y el diseño fue desarrollado en la Unión Soviética después de la final de la guerra. Fue uno de los pocos aviones a reacción con tren de aterrizaje fijo.

## Desarrollo
El Ju 287 era el bombardero de la Luftwaffe que podría evitar la intercepción de los cazas enemigos. El ala en flecha negativa fue sugerido por el diseñador jefe del proyecto, el Dr. Hans Wocke como una forma de proporcionar sustentación extra a baja velocidad, necesaria debido a la pobre capacidad de respuesta de los primeros turborreactores en los despegues y aterrizajes. El primer prototipo tenía la intención de evaluar el concepto, y fue a partir de la improvisación de un fuselaje de un Heinkel He 177, de la cola de un Junkers Ju 388, el tren de aterrizaje principal de un Junkers Ju 352, y del tren de proa de un B-24 Liberator que se estrelló. Dos de los motores Jumo 004 fueron colgados bajo las alas, con los otros dos montados en góndolas añadidas a ambos lados de la trompa.
El Junkers Ju 287 V1 (con código RS+RA) voló por primera vez, y bajo estrictas medidas de seguridad, el 8 de agosto de 1944. En los mandos del avión el Jefe de pruebas de Junkers, el Flugkäpitan Siegfried Holzbauer. El avión solamente requirió 1/3 de la pista más larga de Brandis ya que usó 3 unidades de RATO (Rocket assisted Take Off) Walter109-501 montados bajo 3 de los cuatro motores. Estas unidades proporcionaban 1200 kg de empuje extra en el despegue y eran desechables y reutilizables. La aeronave, que mostró muy buenas características de manejo, así como reveló algunos de los problemas del ala en flecha negativa en algunas condiciones de vuelo. Las pruebas también sugirieron que la aeronave se beneficiaría de una mayor concentración de la masa de los motores bajo las alas, una característica que iba a ser incorporada en los posteriores prototipos. Estos fueron suministrados con motores Heinkel HeS 011, pero a causa de los problemas de desarrollo que experimentó ese motor, el BMW 003 fue seleccionado en su lugar. El segundo y tercer prototipos tenían seis motores, el primero con cuatro BMW 003 en pares debajo de las alas y dos Jumo 004B en los lados del fuselaje (la disposición del motor se cambió más tarde a dos góndolas de tres motores debajo de las alas), y el último con dos grupos debajo de las alas de tres BMW 003. El Ju 287 V2 (con código RS+RB) era similar al primer prototipo, pero se diferenciaba por tener el estabilizador horizontal rebajado en 30 cm, los puntales del tren de aterrizaje principal con un peralte hacia adentro y pantalones de color claro para el tren delantero. Por otro lado, el Ju 287 V3 utilizó un fuselaje completamente nuevo basado en el Ju 288 y Ju 288 que se abrió camino en la versión de producción del avión. El cuarto prototipo iba a ser el prototipo de producción, mientras que los prototipos quinto y sexto iban a hacer uso de armamento. El Ju 287 V2 estaba a punto de completarse cuando el programa Ju 287 se detuvo a fines de septiembre de 1944, y solo el V3 y el V4 estaban en una etapa avanzada de construcción antes del final de la guerra, el V3 estaba completo en un 80-90 por ciento. Los primeros dos prototipos Ju 287 fueron volados por las fuerzas alemanas en retirada en Brandis para evitar ser capturados por las fuerzas aliadas, pero el 16 de abril de 1945 los estadounidenses capturaron a Brandis y finalmente se apoderaron de Dessau. Los restos del Ju 287 V2, incluidas las alas, se utilizarían en la construcción del Junkers EF 131.

## Denominación de la fábrica Junkers
Los alemanes de la Junkers denominaban EF (Entwicklungs Flugzeug, en idioma alemán: avión de desarrollo) a sus proyectos.

## La fábrica Junkers es tomada por los soviéticos

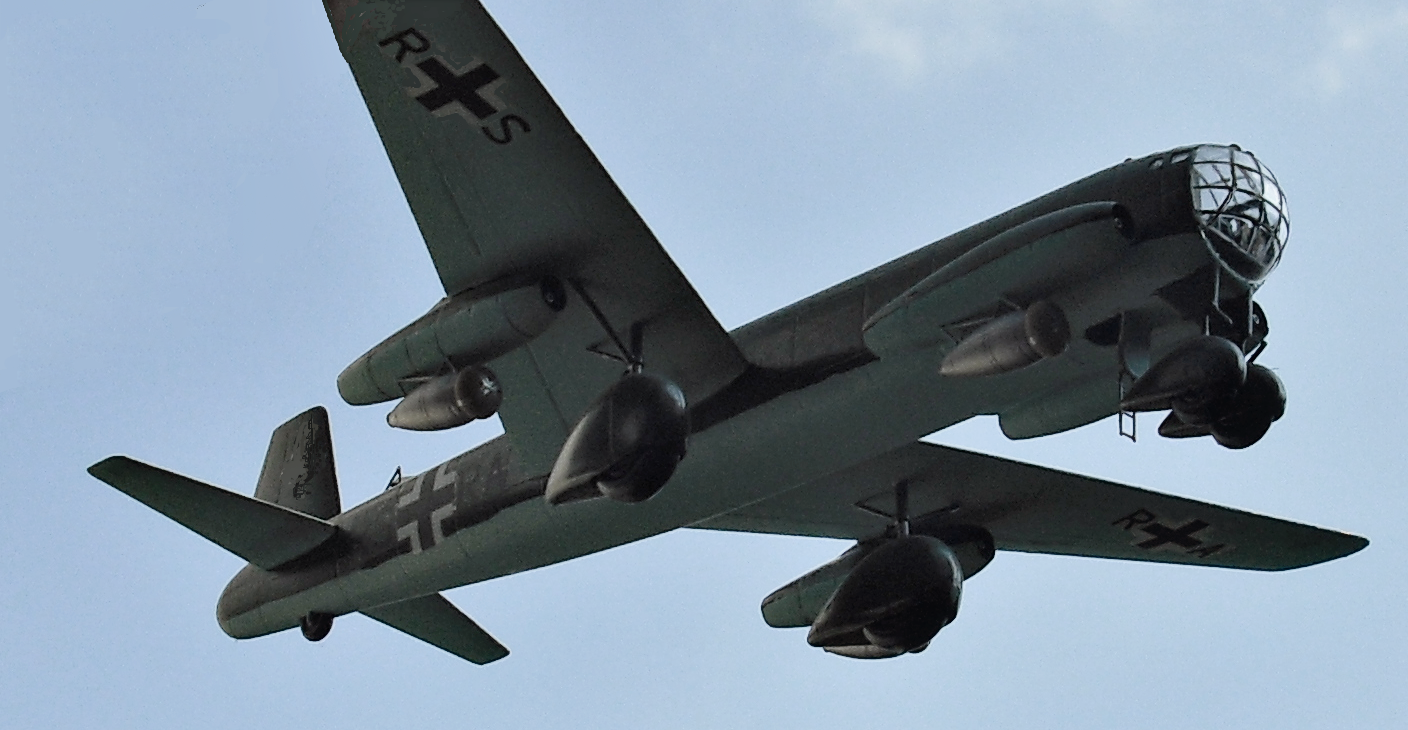
Disposición de los motores, lanzamiento de un cohete auxiliar y el tren de aterrizaje de la Ju 287 V1 (imagen del modelo)

Después de la Segunda Guerra Mundial, los soviéticos tomaron el control de la fábrica de Junkers y Wocke y su personal fueron llevados a la Unión Soviética. Un derivado del Ju 287 con seis Jumo 004B y un fuselaje ligeramente más largo fue construido como el EF-131 y volado el 23 de mayo de 1947, pero en ese momento, el desarrollo de otros jet ya habían superado al Ju 287.

### Junkers EF 132
Más allá de las nuevas superficies aflechadas de cola y los turborreactores ubicados bajo las alas, el Ju EF 132 era similar al Ju 287. El proyecto Ju EF 132 abandonó el radical enflechamiento negativo para cambiarlo por la, hoy, más convencional ala en flecha positiva. Estaba propuesto para utilizar únicamente 2 motores Jumo 012, que, se estimaba, eran mucho más potentes que cualquier otro turborreactor desarrollada hasta ese entonces. También se posicionaron las turborreactores al fuselaje y se liberó de protuberancias del ala. El desarrollo del Ju EF132 por parte de los soviéticos no es verificable pero indudablemente se lo ha investigado para su posible desarrollo. Sin embargo, una versión modificada de Ju EF132 popularmente conocida como «Tipo 150» fue producida

### OKB-1 EF 140
En la Unión Soviética fueron tomados a cargo por la OKB-1, S.P. Korolev Rocket and Space Corporation Energia (en ruso: Ракетно-космическая корпорация "Энергия" им. С.П.Королева) una fábrica rusa (con tecnología nazi capturada) de naves espaciales y componentes de la Estación espacial.
Un derivado final muy ampliado, ya con denominación soviética, el OKB-1 EF 140 se puso a prueba en forma de prototipos, en 1949, pero pronto se abandonó.
El Alekseev Tipo 150, uno de los últimos desarrollos del equipo ruso-alemán. Era un bombardero a medio camino entre el IL-28 y el Tu-16.

## Especificaciones (Ju 287 V1)
Referencia datos: Datos

### Características generales
- Tripulación: 2 (Piloto y copiloto)
- Longitud: 18,3 m (60 ft)
- Envergadura: 20,1 m (66 ft)
- Altura: 4,7 m (15,4 ft)
- Perfil alar: 61
- Peso vacío: 12 500 kg (27 550 lb)
- Peso cargado: 20 000 kg (44 080 lb)
- Planta motriz: 4× Turborreactor Junkers Jumo 004 B-1.
  - Empuje normal: 8,8 kN (899 kgf; 1983 lbf) de empuje cada uno.

### Rendimiento
- Velocidad máxima operativa (Vno): 780 km/h (485 MPH; 421 kt)
- Alcance: 1570 km (848 nmi; 976 mi)
- Techo de vuelo: 9400 m (30 840 ft)
- Régimen de ascenso: 9,6 m/s (1890 ft/min)

### Armamento
- Ametralladoras: 2× ametralladora MG 131 de 13 mm en la torreta de cola.
- Puntos de anclaje: 1 bahía interna con una capacidad de 4000 kg (propuesto), para cargar una combinación de:  
  - Bombas: Bombas de caída libre.

## Modelos
Hay al menos un modelo a escala del Ju 287, de la fábrica Huma, en escala 1/72.

### Desarrollos relacionados
- Junkers EF 132
- OKB-1 EF 140
- Alekseev Tipo 150

### Aeronaves similares
- Boeing B-47 Stratojet

### Secuencias de designación
- Sistema de designación aeronaves del RLM: ← Fa 284 · Fl 285 · Ju 286 · Ju 287 · Ju 288 · Ju 290 · Me 290 →

### Listas relacionadas
- Anexo:Proyectos y prototipos de aviones de la Luftwaffe durante la Segunda Guerra Mundial